# 賽瑞爾·韋契特
賽瑞爾·哈里森·韋契特（英語：Cyril Harrison Wecht，1931年3月20日—2024年5月13日），生於在賓夕法尼亞州匹茲堡郊區的Dunkard，是位在美国國內知名但具爭議的美國法醫病理學家。他曾擔任許多廣為人知案件的顧問。其中他對於華倫委員會所作關於刺殺约翰·甘迺迪的調查結果直言不諱的評論最為知名。
魏契曾任美國法醫學院及美國法律醫學院的院長，而目前為美國法律醫學委員會理事長。他的經歷完整，曾擔任職郡長、死因裁判官及後來賓夕法尼亞州阿利根尼縣的法醫。
魏契目前是匹茲堡市近郊松鼠岭（Squirrel Hill）的居民。

## 背景
魏契出生於賓夕法尼亞州格林縣的礦業小鎮博布敦，父母親是猶太移民，以經營雜貨店維生。他的父親南森·魏契出生於立陶宛，母親芬妮·魯賓斯坦出生於烏克蘭。在賽瑞爾年輕的時候，南森舉家搬到在賓州的匹茲堡，並在社區裡開了一間雜貨店。
青少年時期的魏契曾夢想成為職業音樂家，而且在他大學時期也曾擔任匹茲堡大學管弦樂團的樂團首席。他在1952年獲得匹茲堡大學理學學士學位、1956年獲得匹茲堡大學醫學院的醫學士、1962年成為匹茲堡大學法學院法學士，而後於馬里蘭大學法學院取得了法律博士學位。在美國空軍服役後，他成為一位法醫病理學家。他在1965年任阿勒格尼郡的代理驗屍官之前曾在匹茲堡的聖弗朗西斯醫院工作。四年後成為受任驗屍官。魏契自1970到1980任職驗屍官，而在1996到2006年再度任職。
他的妻子希格莉德．魏契是匹茲堡的律師，他們育有四位子女：大衛（瓦萊利），阿勒格尼郡民事訴訟法院的法官；丹（安娜），匹茲堡的神經外科醫生；英格里德（哈樂德），匹茲堡的婦產科醫生；班傑明（Flynne），作家，同時主管魏契研究所。魏契有十一個孫子女：狄倫、蘇菲、佐伊、蓋比、南森、雅各、莎拉、亞歷克斯、馬塞、艾瑪和潔西卡。

## 法醫生涯
魏契因常被媒體諮詢許多受高度關注的死亡案件而聞名。這些案件有：羅伯特·甘迺迪、雪倫·泰特、共生解放軍的槍戰、約翰·甘迺迪、退伍軍人症恐慌潮、艾維斯·普里斯萊、藍西、赫爾曼博士（Scarsdale減肥法大師）、丹尼爾·范·達姆、桑妮·范·布隆、大衛教派事件、文森特·福斯特、萊西·彼得森和最近的丹尼爾·史密斯及安娜·妮可·史密斯。在他的職涯中，魏契親自操刀驗屍超過一萬四千件。他是匹茲堡大學醫學院的臨床教授及杜肯大學法律系副教授。
魏契直言不諱常引發爭議。1979年，魏契為電視節目20/20調查貓王的病歷，而對先前認為貓王可能有心血管疾病的驗屍報告提出質疑。魏契主張貓王死於服用致命的藥物雞尾酒（一種逆轉錄酶抑製劑，用於治療艾滋病）過量。在他的著作<誰殺了藍西？>中，他主張六歲的選美皇后是意外身亡，認為藍西的死亡很可能是她父親主導的性“遊戲”所造成的意外結果。

### 魏契與病理學
魏契從1962年開始私人執業，在民事及刑事案件中擔任醫療法律和法醫病理學的顧問。同時也持續地在全美各審級法院及國外擔任民事案件原告和辯方律師，及刑事案件中檢察官和辯方律師的顧問。在魏契擔任公職的期間，他亦持續經營其私人的法醫病理顧問公司。
魏契受雇為法醫顧問的案件如下：
- 於洛杉磯郡法醫驗屍官辦公室，為1968年羅伯特·甘迺迪遇刺案、1969年雪倫·泰特/拉比安卡案及1974年共生解放軍死亡案之法醫顧問。
- 於巴拿馬運河區衛生醫院，擔任美國退伍軍人症特別專家小組成員（衛生教育和福利部，疾病管制中心）。
- 於美國廣播公司網路電視節目20/20中，為1976年約翰·甘迺迪遇刺案及貓王之死表示意見。
- 參與美國眾議院暗殺案特別委員會法醫病理小組。
- 為1991年電影誰殺了甘迺迪擔任顧問。

#### 暗殺約翰·甘迺迪：眾議院暗殺案特別委員會（1978年）
1978年，身為眾議院暗殺案特別委員會中9人法醫病理小組的一員，韋契特經常在該小組做出的許多結論中，投下反對票因而投票結果經常為八比一。
韋契特因此被要求親自在委員會前出庭作證。

珀迪先生：魏契先生，你對於法醫病理小組所做出的結論中有哪幾點不同意？

魏契：最主要的爭論是一顆子彈論，該論我認為是華倫委員會報告中的結論最主要的核心，而且在那時所有其他佐證的小組亦採相同的見解。該論是華倫委員會報告對於單一殺手的結論的必要條件。沒有了一顆子彈論，就不可能只有單一殺手，無論是奧斯瓦德或其他人。
我也不同意此小組做出的許多其他結論。

魏契向委員會提出子彈同步理論。“如果總統被第二顆子彈打中頭部，那麼應該也有同時會打中頭的後部，這就是我今天在這所提出的”。他推理認為該子彈可能是以易碎彈藥所做成。“因此，頭皮大面積的，及在其下層的盔狀體和顱骨大面積的殘缺變形，都有可能是某種易碎彈藥組成的第二發子彈的軌跡所造成”。然而他說：“這可能性微乎其微，而我當然不能將之與合理的醫學根據等同視之”。
魏契提出約翰．甘迺迪的頭部是由易碎子彈或達姆彈所傷害的主張，使他論點的真實性受到眾議院暗殺特別委員會裡的同事，病理學家查爾斯．佩里博士的質疑。佩里博士寫說：“我目前碰巧和人合著第一篇探討易碎子彈所造成的傷害可能性的論文…它們被用於打靶場…而被特別設計成破壞打靶場的背景幕讓其不會因跳飛而造成射擊者和在打靶場工作的人受傷…這種子彈及破壞用產品很容易在X光下偵測出來。而已故總統的頭部在X光檢驗下找不到這些碎片，所以並沒有發射這種易碎的子彈。我還想補充一點：易碎子彈是生產裝填予.22口徑，而沒有供大型武器使用”。
魏契接著說明他的易碎子彈同步理論是"極端地"與事實相隔遙遠的，而且並沒有支持的證據。魏契之後主張殺手(們)可能是以塑膠或玻璃子彈來暗殺總統，但補充：“我沒有提出以下理論的依據：從總統的右邊射出的子彈是由輻射線所能穿透之材質所組成（即可穿透的，因此無法以X光偵測出），例如塑膠或玻璃”。
魏契反對的理由集中於他的彈道理論，又稱所謂的“原始的子彈”；
“只說手腕吧，正如我已經說過的，比起我們剛剛在這裡所展示的約翰·康納利州長的手腕X光放大照片，我相信有可能產生較其傷害還更多的毀壞變形”。
他對澤普魯德的影片的攝影分析讓他得出總統是在約翰·康納利州長之前被射擊的推論；

魏契：“是的，約翰·甘迺迪總統的確有被擊中，就如同在F-244、澤普魯德影片225影格中所看到的。在我看來，約翰．康納利州長，在該影格(F-244)並沒有被擊中、該影格(澤普魯德影片225影格)也沒有”。

魏契：在澤普魯德影片230影格的攝影放大中，我們在一個子彈論的說法下被如是告知：子彈在約1.5秒的時間內，穿過約翰．康納利州長的右胸且穿破他的右肺並使右肺崩解，然後穿過右手腕造成末端半徑粉碎性骨折及末梢神經部份被切斷…而康納利州長一點反應也沒有，他的帽子也還戴得好好的。再者，州長是一個非常警覺的人，在此一極端特殊的情況下，我不能接受或相信一個子彈論下解釋那一瞬間發生的事的說法：亦即這位紳士，在這個時點(文意指無反應且持帽)的1.5秒前，已經被射穿過他的胸部、手腕，然後到他的左大腿。

還有他對彈道的意見；

康威爾先生：……你於1974年10月28日在現代醫學發表了一篇文章，其中你討論了FBI所做的一些調查，譜頻分析及諸如此類的一些事情，在討論了FBI調查的尚未定論性後，你陳述說：如果發現從康納利州長的手腕傷口上找到的碎片的鉛的組成和在帕克蘭醫院找到的幾乎是整顆子彈的鉛的組成是沒有分別的，則該事實會強力支持一顆子彈論。你是否還持同樣的看法？

魏契：在一定程度上那會是真的，但按照我對彈道的新知識，尤其在向上方向的垂直彈道穿過身體時，則該說明會變得不可靠許多，比我幾年前所寫的那篇文章中還要更無確信。

在四個官方對於甘迺迪遇刺案的調查中，魏契是唯一一位對一顆子彈論及甘迺迪頭部受的傷是有形的持異議的法醫病理學家。

#### 對丹尼爾·史密斯死亡的調查（2007年）
魏契受卡倫德及合夥，一個巴哈馬的律師事務所的僱用，獨立對丹尼爾．史密斯的屍體為解剖。丹尼爾·史密斯是安娜尼可史密斯的兒子，他在去拜訪在巴哈馬的母親時死亡。魏契說聲稱尼爾．史密斯死於美沙酮（一種鎮痛劑）、抗憂鬱劑舍曲林（左洛复）和依地普崙（普崙）交互作用的結果。美沙酮可以改變一個人的心臟電流生理；它已知會導致QT節段的延長。
“當一個人的心臟電流生理長期被改變，他可能會喪失知覺，並遭受心臟節律障礙；並非經常如此，然而其難以預料，因此這就是發生在此年輕人身上的事情。所以對於死因我沒有任何問題。”

### 阿勒格尼郡的驗屍官及法醫
1965年，魏契成為阿勒格尼郡的副驗屍官，四年後成為阿勒格尼郡的受任驗屍官。魏契自1970到1980任職驗屍官，而在1996到2006年再度任職。2006年，魏契短暫地任阿勒格尼郡第一位法醫師，法醫取代了郡驗屍官的角色。不同於郡驗屍官是受選任的職務的地位，郡法醫師是受指派的職務。魏契後來辭去郡法醫師的職務以履行和郡達成的協議：只要他被控告他就會辭去在郡的職務。

### 魏契法醫及法律研究所
在2000年秋天，杜肯大學法學院建立了魏契法醫及法律研究所。魏契研究所提供碩士學位及法醫專業執照課程，使各種不同群組的學生能橫跨法律、護理、法律執行、藥學、健康科學、商業、環境科學及心理學等各個學門。魏契研究所與杜肯大學法學院、護理學院、自然及環境科學院、商學院、藥學院、文學院以及其他學術組織都有合作。

### 著作
魏契著有數本著作，包括：
- 《接近證據：真相、謊言及甘迺迪謀殺案中未解決的謎團》
- 《致命的證據：九件令人震驚的案件背後的法醫學》
- 《沉默的證人：法醫人類學如何被用於解決全球最棘手的犯罪案件》
- 《1963年11月22日：甘迺迪遇刺案的參考指南》
- 《墓穴的秘密：一位領導的法醫專家揭開辛普森案令人驚訝的真相、大衛．科雷什、文森特．福斯特及其他轟動社會的案件》
- 《處理軟組織傷之案件：醫學觀點：法律觀點》
- 《準備並戰勝醫療疏失案件》
- 《死亡原因》
- 《犯罪現場調查》
- 《是誰殺了藍西？》

## 政治生涯

### 早期（1965年－1985年）
1965年，魏契成為阿勒格尼郡的副驗屍官，四年後成為阿勒格尼郡的受任驗屍官。魏契自1970到1980任職驗屍官(而在1996到2006年再度任職)。
1978年，他當選為阿勒格尼郡民主黨的主席。隔年，1979年，魏契當選為阿勒格尼郡長。1982年，他代表民主黨與六年前首次當選的約翰．海因茨競選美國參議院的席位。但魏契並沒有成功：海因茨獲得了59個百分點的選票。
魏契與身為民主黨郡長的湯姆．福斯特經常不合，湯姆在魏契任阿勒格尼郡民主黨主席的期間常與其爭奪民主黨在該地區的控制力。即使民主委員會駁回了福斯特且認可魏契1983年再次參選郡長，委員會卻將魏契與和他長年在政治上爭鬥的謝里夫．吉恩．庫恩配對參選。最後福斯特與前匹茲堡市長彼得．F．弗萊厄帝在民主黨兩個提名權的初選中擊敗了魏契和庫恩。魏契1984年輸給了福斯特仔細挑選的候選人-史考特鎮收稅員愛德華．史蒂文斯，失去了民主黨郡主席的職位。接著，魏契於同年參選了民主黨賓州主席，卻被來自愛荷華的前國會議員愛德華．梅茲文斯基所擊敗。

### 晚期（1995年－2006年）
1995年，在遠離公職生活12年後，魏契再次當選為阿勒格尼郡的驗屍官。1999年，他競選新設立的阿勒格尼郡行政長官，在民主黨初選擊敗了郡長麥克．達威達，但輸給了第一次申請競選公職、耀眼的共和黨鉅富商人吉姆·羅迪。
當在任郡驗屍官的期間，魏契仍有繼續經營其私人的法醫顧問事業——魏契病理研究所。魏契病理研究所以案件調查、實行解剖及為民事刑事審判作證向客戶收取費用。在他任郡驗屍官公職期間，魏契時常在警方在場時與札帕拉博士為了死亡案件而爭吵。
魏契受聯邦控訴——美國vs.魏契一案的前兆的案件，是魏契針對2002年芒特奧利弗及匹茲堡警察衝突事件時，主張查理斯．迪克森是因姿勢窒息而死。當魏契判定迪克森是他殺時，札帕拉博士拒絕對警方控告。魏契以其名下病理研究所的員工身分寫了一份醫學意見作為回應，概略敘述警方在迪克森死亡案中的角色，迪克森的家人在對郡提出的民事訴訟中運用了這份意見書。
為回應魏契在迪克森案的證詞，札帕拉控告魏契違反聯邦霍布斯法案，該法案禁止公職人員為了私人利益使用其辦公室。在2005年早期，札帕拉展開了對魏契是否有使用郡的資源去完成他私人工作的調查，而類似的指控魏契先前也面臨過。2005年春天之時，FBI探員前去魏契的私人及郡辦公室查扣文件。
魏契任驗屍官直到該職位於2006年任期屆至。郡長丹．奧諾拉托同年任命他為該郡第一位受任法醫師。2006年一月，聯邦大陪審團指控魏契84項刑事罪狀，本案的調查於2004年公諸於世，使魏契因之前達成的協議：若受控訴即辭去郡驗屍官，而必須辭去在郡的職務。

## 法院案件

### 阿勒格尼郡的刑事審判（1979年－1981年）
魏契在阿勒格尼郡擔任驗屍官的任職期間爭議不斷。即使阿勒格尼郡的驗屍所辦公室因為魏契在1970至1980年間的任職而大幅提升了專業與技術程度進而成為全國最佳驗屍所之一。魏契的政治生涯卻充滿爭論，而這歸因於他固執己見的天性，正如他所說的：他不願意「從一場戰鬥中逃走」。
1979年時，當地報紙刊載了一篇關於魏契的報導，其中指控魏契於它郡陳屍所驗屍並將所得的費用存在他私人的商用銀行帳戶。同日，報紙也刊載了魏契宣布要參選阿勒格尼郡郡長的消息，並因此引發了上述指控是政治煽動的見解。魏契回應該項指控，說明討論中的該資金問題過去僅用於工作人員及辦公室的升級而已。
經過一段長期調查後，魏契被控訴了多項關於利用驗屍所的工作機會私囊利益的刑事罪名。這些刑事罪名的細節，包括了魏契據稱曾藉由使用郡用設施及郡陳屍所，處理了將近40萬美元的私人業務。在1981年的春天開始了為時六週的審判。起訴書一開始對魏契的指控中，除了一項盜用公用設施的罪名外，其他全被駁回。在陪審團十小時的深入討論後，他們最終宣告了魏契其餘的指控皆為無罪。

### 阿勒格尼郡民事訴訟（1979年－1992年）
儘管韋契特的所有刑事罪名皆被洗清，但郡的主計官仍針對韋契特於法醫所將私人事務混進公務開罰了39萬美金的民事罰款。韋契特否認任何有關特別費的不利事證，並表示他所有的工作都為郡帶來利益。1983年，民事法院判決罰款之事敗訴，且認為韋契特欠該郡172,410美元。在該案上訴時，原來的裁定額被增加至25萬美元，然而法院訴訟程序並未因此做出結論。此民事訴訟持續至1992年，直到阿勒格尼郡與韋契特達成了協議才結束；解決方法是韋契特必須支付該郡20萬美元，他並未因此償還展現出任何悔改之意。

### 聯邦刑事審判：美國控訴賽瑞爾·韋契特案（2006年－2009年）

#### 聯邦地方法院審判：美國控訴賽瑞爾·韋契特案
針對賽瑞爾‧韋契特的聯邦審判起始於2008年1月28日。法院議案和訴訟文件記錄下的整個審判過程中充斥著爭議。在審判開始之前，辯護律師團兩次懇求第三巡迴上訴法院應該調離原本選定來主持審判的地方法院的法官。在首次上訴的法院判決中，三位法官組成的合議庭以二比一的裁決贊成應保持原本的法官。
在隨後的訴訟程序中，上訴機構重申了先前的看法。
許多人猜測韋契特被舉發是出自於政治動機，因為他曾是匹茲堡地區著名的民主黨人士，且第一份起訴書被公開的時間點與2006年選舉的日期相當接近。 關於這些指控的爭議，起源於前美國檢察總長及賓夕法尼亞州州長索恩伯勒（Dick Thornburgh）；索恩伯勒曾被傳喚於眾議院合議庭前為美國聯邦檢察官的解雇醜聞作證，而他也是韋契特的其中一位辯護律師。索恩伯勒作證說，他認為身為全國著名法醫病理學家的韋契特，「很有資格被美國共和黨律師瑪麗貝絲布坎南視為理想的目標，因為瑪麗曾試圖巴結能提拔他們的部門」。
在審判進行時，法官曾禁止辯方提出本案是政治操弄的辯護；
即使在審判中辯方或控方皆不得提出政治煽動的推測，但仍有陪審員在審判後告知記者，他們密切感受到本案中韋契特的起訴是受政治操弄的。
本案爭議之處除了是否是出於政治動機外，亦關乎領導辦此案的FBI探員奧西尼（Brad Orsini）之信譽。奧西尼探員曾受過紀律處分，包括在偵訊筆錄上寫上其他探員全名的首字母及在證據監管表格及證據的標籤上簽寫其他探員的姓名。韋契特的辯護律師團成功地主張該探員的個人紀錄未經證實，他們並試圖進一步使用紀錄中的資訊，希望使奧西尼探員在調查中所取得的證據無法使用。但此項意圖並未成功。
控方選擇在韋契特的審判中不傳喚奧西尼探員及任何其他調查員作為證人。
本案法官原本想安排匿名陪審團（這種制度通常是專為可能威脅陪審員性命的案子比如集團犯罪案而設計的），但是辯方提出申請的動作及媒體對法官的決定提出質疑，讓法官駁回了安排匿名陪審團的要求。
在訴訟開始前約兩週，在檢方徒勞無功的努力下，法院仍然以偏見（prejudice）為由，駁回檢方84項起訴罪名中43項，並裁定被駁回的罪名，不得再次對韋契特提起訴訟。
因為控方所提出的理由，使本案延宕了二十四天。在延宕期間，辯方並未傳喚任何證人來反駁控方及其證詞。在十一天的審慎討論後，本案件在陪審團第二次告知法院他們不能達成任何共識後宣告終結，法官並且宣布本案審理無效（mistrial）。控方立即回應法官的決定，並告知法院將提出再審（retry）。

#### 後續發展：美國控訴賽瑞爾·韋契特案
自從宣布審判無效後，FBI探員進行聯繫美國控訴賽瑞爾·韋契特案之陪審員的工作，包括幾次親自到陪審員家中拜訪，並試圖安排陪審員與聯邦檢察官瑪莉‧貝思‧布坎南會晤，此事引起了記者的關注。當FBI探員連繫陪審員的事情被公開後，韋契特的律師團提案要求FBI揭露控方團隊是如何能夠在審判結束後立即得知陪審員的住所，畢竟法官在審判開始時就曾規定陪審員的姓名是私密的，控方或辯方團隊皆不得紀錄。公眾對此的關心逐漸攀升，擔任眾議會司法委員會的主席-眾議員麥克道爾(Mike Doyle)與約翰科尼爾斯(John Conyers Jr.)也是許多在首次審訊結束後提出控方策略的人之一。

眾議員約翰·科尼爾斯說：“對於FBI探員連絡未使韋契特成功入罪的前陪審員一事，我深感憂慮。不管是因輕率或是故意，他們都應該要有基本常識知道此種連絡會對未來的陪審團在此案或其他案件中產生寒蟬效應。控方這樣令人憂心的舉動，顯示出他們為了勝訴不惜任何代價的心態。”

眾議員麥克道爾則說：“我非常不願意干涉司法程序，因此這段時間我就像大部分人一樣默默觀察韋契特案；然而在看過了關於陪審員的新聞報導後，我對再審的適當性有很嚴肅的關切。具體而言，我關心政府決定再審之前會面韋契特案中的陪審員。他們既然這麼做了，就該認知到，大部份的陪審員都認為此案是政治操控下的結果且韋契特無罪，正如報導中陪審團主席所說的一樣。FBI探員在陪審員的住處會面，並詢問為何他們陷入僵局一事，也使我非常不安。這對每個人而言都很嚇人。假設報導所言為真，我可能會聯繫檢察總長的辦公室，請他回顧這件案子並衡量其是否公正，以及在要求再審的過程中賦稅者的稅金是否被妥善地使用。”

政府在審判無效後決定繼續控告韋契特，引起輿論嘩然。有線電視新聞網CNN要求駁回此案上訴，而本地報紙、匹茲堡郵報和匹茲堡論壇評論報的專欄也皆重申此要求。為回應媒體的負面報導，檢察官Stalling提交了政府對辯方要求延遲第二次開庭的答覆，並表示第二次審判政府可能會尋求郡外的陪審團。
在2008年4月12號，33位匹茲堡社區的主要領導者致信檢察總長邁克·穆凱西（Michael Mukasey），及美國聯邦檢察官瑪麗·貝布·坎南（Mary Beth Buchanan），要求控方撤回對韋契特的起訴。
在傳媒公布這封信的不久之後，參議員阿倫·斯佩克特（Arlen Spector）也公開地反對韋契特的再審。簽署此信的包含了阿勒格尼的共和及民主兩黨的重要成員、9名阿勒格尼郡議會的成員，以及在起訴期間負責監視身為郡驗屍官的韋契特的前阿勒格尼郡行政官；賓夕法尼亞西區的一位前任美國聯邦檢察官（也就是現在瑪麗貝布坎南的職位）；現任和前任美國國會議員，以及許多知名的律師和其他阿勒格尼郡的社區成員。完整的名單如下：The complete list is as follows:

Edward Abes，阿勒格尼郡民主黨的財務主管；
James Burns，阿勒格尼郡民主黨的主席；
Nicolas Cafardi，杜肯大學法學院的教授身兼名譽院長；
John Cleary 及阿勒格尼郡議會的成員；
Ronald Davenport Sr.，謝裡登廣播公司的主席；
John P. Defazio，阿勒格尼郡議會的成員；
James R. Ellenbogen，阿勒格尼郡議會的成員；
Patrick Fagan，阿勒格尼郡議會；
Michael J. Finnerty，阿勒格尼郡議會的成員；
Richard Fitzgerald，阿勒格尼郡議會的主席；
Dan B. Frankel，賓夕法尼亞州第23屆的區代表；
Nicholas W. Futules，阿勒格尼郡議會的成員；
Amanda Green，阿勒格尼郡議會的成員；
William Greem，威廉J.格林事務所資深合夥人；
Kenneth C. Greiner，金屬薄板工人國際合作第12地方協會的業務經理；
Donald J. Guter，迪尤肯大學法律學校的教務長；
Melissa Hart，聯合州議會的前成員；
Heather Heidelbaugh,律師；
Elsie Hillman，阿勒格尼郡共和黨前主席；
Billy Jackson，電影製作人；
Jerry Johnson，1981到1989的賓西法尼亞州西部地區的前美國聯邦律師；
Louis Kendrick，以前的匹茲堡市議會議員；
Bob Macey，阿勒格尼郡議會的成員；
John McIntire，WQED電視評論員；
Tom Murphy，1994至2005年的匹茲堡市長；
Ralph R. Reiland，莫利斯大學的經濟系副教授；
William Russell Robinson，阿勒格尼郡議會的成員；
Jim Roddey，阿勒格尼郡共和黨長；
Evans Rose，先生；
June Schulberg，先生；
Celeste Taylor，黑人政治授權計劃的副主席；
James Treher，FBI退休特別幹員；
以及Sala Udin，前匹茲堡議會成員。

控方公布了其中一位陪審員的信，信中提到她個人希望韋契特定罪，而針對近48項重罪罪名是否成立，剩下的陪審團立場各佔一半（5成贊成，5成反對），5名陪審團成員舉行了記者招待會，討論2008年4月28日那天的陪審團審議內容。陪審員表示，最後的分裂是8比3贊成宣告對韋契特控告的27項罪名無罪，包括了控訴他以詐欺該郡稅金的意圖，使用了郡用傳真機與美國郵政系統。陪審員們証實了前述撰信的陪審員的聲明是對的，那就是他們在其他14項對韋契特的罪名主張的分歧；控訴包括了韋契特對私人客戶收費過高、旅費造假，以及每年侵占了超過5000美元的郡資源作為個人使用。總的來說，那5名陪審員表示，他們的確認為韋契特犯了錯誤，但他們並不確信韋契特是故意欺騙納稅人，而這也是為何沒有一個陪審員可以認定他有罪的基本原因。一位陪審員在新聞發布會上說，「我們就是無法認定他有以任何形式行詐騙的任何意圖。我們確實嘗試過。我們審視了一個又一個的罪名...現在該是時候讓這些事情結束了。」這些觀點似乎表明了陪審員對辯方論據的同意，亦即本案件中被討論的這些舉止應止於不正當簿記的民事行為的評價，畢竟上述不正確的簿記並未包含了刑事犯罪必要的犯罪意圖或惡意。但即使出現了這些聲明，控方仍堅定地維持他們欲於再審控訴韋契特其餘41項罪名的決定。
當5名陪審員被問到他們是否認為是韋契特政治因素了起訴，他們答覆道，審判時一名論點辯護律師被禁止辯護，的確使他們認為政治是起訴背後的一部分的動機。一位陪審員向媒體表示，「我不知道此案究關乎政治目的或否，但動機肯定不單純。」。陪審員接著被詢問道對他們而言什麼看起來像是片面的調查，答案是過多的法庭文件以致似乎「數量甚於質量」，以及檢方證人-其中包括一名似乎對辯方感到同情的修女。該修女名為格雷斯安蓋伯爾，是卡洛大學的前校長，她堅決否認政府針對韋契特提出的將屍體從停屍房運到卡洛大學以換取更大的實驗室空間、好方便經營私人業務的主張。
第二次審判本來預期舉辦於2008年5月27日，然而5月8日時，一組來自第三巡迴上訴法院的三人組成的法官合議庭，宣布將在本案審判時未定期限的停留，包括了D.布魯克斯·史密斯法官（D. Brooks Smith），D.邁克·希爾法官（D. Michael Fisher）和富蘭克林·範·安特衛普法官（Franklin S. Van Antwerpen）。此次停留是為了提供第三巡迴上訴法院足夠的時間來審視被地方法院否決了的、辯方所提出的駁回上訴的請求。這項請求案爭論道，韋契特不應該接受再審，因為原審法官未遵守聯邦程序規則的行為恐有違反一罪不二審原則之虞慮。本案程序違反的爭點在於，法官並未逐個地要求陪審員明確表態以確認他們事實上是否陷入僵局；法官也並未詢問律師是否同意本案判決未決（mistrial），並且法官亦未展示陪審員們寫著他們實質上確實陷入僵局的的最後決議筆記給律師們看，更未對陪審團主席為質詢。韋契特的律師團在他們的請求書中同時表示，法官失當的舉動還包括了在第一審案件尚在進行之時，即詢問控方是否想要對韋契特提起再審。
由於索恩伯勒在眾議院司法委員會所為的證詞，加上公眾關於本案價值的思索，約翰科尼爾斯所主持的國會委員會也開始調查、重新審視韋契特一案與州長Don Siegelman的審判。
2008年5月5日，司法部職業責任辦公室（Office of Professional Responsibility，OPR）透露，由於有人主張韋契特一案的起訴是「選擇性起訴」，因此他們展開了韋契特案的調查。
2008年6月26日，眾議院商業及行政法司法小組委員會發布了針對所有韋契特案相關文件的傳票。小組委員會亦以「選擇性起訴」為標題一同發出了要求在州長Siegelman一案中類似文件的傳票。
2008年9月6日，聯邦上訴法院採取了罕見的步驟：將本案的地方法院法官阿瑟·施瓦布（Arthur J. Schwab）調離，以期降低眾怒。9月18日時，韋契特的辯護律師團宣布了一項計劃，亦即要求美國最高法院考慮駁回所有對韋契特的指控，以避免第二次審判。而政府則試圖使韋契特的14項指控重審。
2009年5月14日，新的主審法官駁回大部分對韋希特的證據，因為這些證據的取得是基於非法且被不適當執行的搜索令。2009年6月2日，美國聯邦檢察官瑪麗‧貝絲‧布坎南宣布，她的辦事處將提案撤銷所有對韋契特的指控，此舉有效地結束了政府與前驗屍官的長期鬥爭，也撤清了所有對韋契特的指控。

## 韋契特與台灣的關係

### 陳文成命案
一九八一年七月，與韋契特同在美國匹茲堡大學任教的旅美學人陳文成返台探親，隨即遭警備總部約談，並於隔天離奇陳屍台大校園，引起海內外震驚。檢調單位當時認定陳是畏罪自殺，一九八一年九月下旬，在卡內基美濃大學校長塞爾特（Richard Cyert）促成下，韋契特與該校的狄格魯教授（Morris DeGroot）到台灣調查陳文成案。韋契特在《為民主而死》一文中詳細記載了當時的經過。韋契特被允許再次全面檢查陳文成的遺體。他首先檢察遺體外觀，除了下左前臂有些表皮傷，其他地方並無明顯傷痕，沒有抵抗痕跡。接著他重新檢視第一次解剖的所有切口，並增加幾處切口。發現背部及肋骨受到重創，但手、腳、頭卻沒有受傷，表示墜樓時全身重量集中在背部著地，陳文成不是正面迎向地面，也未曾抬起手或彎屈膝蓋保護自己。此外，體內器官除了肺部出血、右腎裂傷，其他內臟看來都正常。他發現陳文成血液的毒性分析做的並不完備，要求採下部分體內組織帶回美國檢驗，但被拒絕。除了解剖遺體，他也到墜樓的現場進行過檢視。
離開台灣前，韋契特接受了媒體的採訪。他明白表示：陳文成不是自殺而是謀殺。理由如下：第一、假使是跳樓自殺，應該會有手腳或頭臉的傷，身體也會落在離建築物稍遠的草地，因為跳樓的人通常會盡量跳離建築物。此時會嚴重受傷，但不會是致命傷。然而事實是，陳文成的傷集中在胸部背部，從骨折所產生的瘀血判斷：他落地後還活了半個小時以上，並且是落在離建築物較近的水泥地。此外，也不可能是意外墜樓，因為人如果突然摔下來，本能反應會伸出雙手或雙腳保護自己；同時官方的檢驗報告也未發現他受藥物影響或酒醉，排除無法自保的情況。第二、行程中與韋契特談過話的所有人，包括警總官員與家屬，都表示陳文成心情很好，沒有沮喪或自殺的跡象。如果陳文成因某種情況導致無法自主，再被人抱起來，越過戶欄直直丟下，則與相關證據吻合。
他們的調查結果與官方嚴重分歧，未獲得官方足夠的重視。
回美國後韋契特與狄格魯共同發表了一份正式的驗屍報告，名為《臺灣謀殺案》（Murder in Taiwan），刊載於《美國法醫暨病理學期刊》。
一九九四年，陳文成案再度獲得重視，台灣立法院重起調查，派調查人員到匹茲堡將韋契特一九八一年的發現錄影存證。不久後，陳文成的死因從「自殺」改為「不確定」。

### 余登發命案
1989年9月間，高雄縣政壇黑派開山祖師爺余登發，被發現頭部重創、全身赤裸陳屍自宅，由於時值台灣解嚴後第一場公職選舉期間，立即引起政治謀殺之說。余家自費邀請韋契特赴台參與相驗，但當時他並非檢警所聘鑑識人員，只能從旁觀看，他與臺灣知名法醫楊日松認為余登發是被謀殺的，但是後來他並未提出個人的報告。

### 三一九槍擊案
為了調查總統槍擊案真相，檢察總長盧仁發委請美國鑑識專家李昌鈺博士組成的「0319專案」獨立鑑識小組，小組中的三名美籍專家均是世界知名的專業人員，其一就是韋契特，這是他繼八零年代兩次應命案家屬之邀赴台後，第三度來台進行鑑識。
可參考李昌鈺。

### 蘇建和案
韋契特為本案專家證人之一。他的研究報告駁斥了長久以來被檢方視為重要證據的法醫研究所之檢驗報告。法醫研究所的報告根據被砍傷的角度認定兇器有菜刀、開山刀、及水果刀。韋契特明白表示此鑑定不符合科學客觀標準，因為在醫學上有實質意義的分類為：銳器、鈍器，不能以刀器的用途來分類，如：水果刀。（採用水果刀的分類，不就把剖西瓜、切香蕉、削蘋果的刀子視為同一類？）再者，法醫研究所將不同角度歸類到不同刀器的分類，與實際檢驗不符。所以，法醫研究所的報告無法證明兇器有三，更不能判斷那就是菜刀、開山刀、水果刀。

## 有中譯本的相關著作
《死亡原因》時報出版，2000

## 註譯
1. ↑  Music Man (letter) Pitt Magazine, Spring 2007, page 3
2. 1 2 3 4 5 6 7 8 9 10 11  . Pittsburgh City Paper. 2007-12-20  [2010-07-22]. （原始内容存档于2011-11-02）. 使用|coauthors=需要含有|author= (帮助)
3. ↑  . The National Archives.   [2007-02-22]. （原始内容存档于2012-05-29）.
4. ↑  Vincent Bugliosi, Reclaiming History, 863.
5. ↑  Bugliosi, 863.
6. ↑  . 1978-09-07  [2010-07-22]. （原始内容存档于2019-11-15）.
7. ↑  . The Bahama Journal. 2007-01-23  [2007-02-17]. （原始内容存档于2007-02-17）. 使用|coauthors=需要含有|author= (帮助)
8. ↑  . People (people.com). 2006-09-28  [2007-02-17]. （原始内容存档于2007-02-17）. 使用|coauthors=需要含有|author= (帮助)
9. 1 2 3 4  . Pittsburgh Post Gazette. 2006-01-21  [2010-07-22]. （原始内容存档于2007-09-29）. 使用|coauthors=需要含有|author= (帮助)
10. ↑  . Pittsburgh Tribune-Review. 2007-04-13  [2010-07-22]. （原始内容存档于2008-06-01）. 使用|coauthors=需要含有|author= (帮助)
11. ↑  . NY Times. 2007-10-24  [2010-07-22]. （原始内容存档于2019-06-24）. 使用|coauthors=需要含有|author= (帮助)
12. ↑  . Pittsburgh Tribune-Review. 2007-11-27  [2010-07-22]. （原始内容存档于2008-06-01）. 使用|coauthors=需要含有|author= (帮助)
13. 1 2  . Pittsburgh Tribune-Review. 2008-04-11  [2010-07-22]. （原始内容存档于2008-06-12）. 使用|coauthors=需要含有|author= (帮助)
14. ↑  . Pittsburgh Tribune-Review. 2007-09-19  [2010-07-22]. （原始内容存档于2008-06-01）. 使用|coauthors=需要含有|author= (帮助)
15. ↑  . Pittsburgh Tribune-Review. 2007-12-21  [2010-07-22]. （原始内容存档于2008-06-01）. 使用|coauthors=需要含有|author= (帮助)
16. ↑  
. Pittsburgh Tribune-Review. 2008-01-04. （原始内容存档于2008-06-01）. 使用|coauthors=需要含有|author= (帮助)
17. ↑  
. Pittsburgh Tribune-Review. 2008-04-08. （原始内容存档于2008-04-15）. 使用|coauthors=需要含有|author= (帮助)
18. ↑  . Pittsburgh Tribune-Review. 2008-04-15  [2010-07-22]. （原始内容存档于2008-04-20）. 使用|coauthors=需要含有|author= (帮助)
19. 1 2  . Pittsburgh Tribune-Review. 2008-04-12  [2010-07-22]. （原始内容存档于2008-06-12）. 使用|coauthors=需要含有|author= (帮助)
20. ↑  . Pittsburgh Tribune-Review. 2008-04-16  [2010-07-22]. （原始内容存档于2008-05-06）. 使用|coauthors=需要含有|author= (帮助)
21. 1 2 3  . Talking Points Memo. 2008-04-16  [2010-07-22]. （原始内容存档于2009-09-04）. 使用|coauthors=需要含有|author= (帮助)
22. 1 2  . Pittsburgh Tribune Review. 2008-04-29  [2010-07-22]. （原始内容存档于2008-05-06）. 使用|coauthors=需要含有|author= (帮助)
23. ↑  . Pittsburgh Post Gazette. 2008-05-08  [2010-07-22]. （原始内容存档于2012-01-22）. 使用|coauthors=需要含有|author= (帮助)
24. ↑  Marting, Bob. . The Montgomery Independent. 2008-06-12  [2008-06-14]. （原始内容存档于2011-06-09）.
25. 1 2   (PDF). 2008-06-26  [2008-06-26]. （原始内容 (PDF)存档于2008-07-11）.
26. ↑  Cato, Jason, Federal appeals court removes Wecht judge,[永久] The Pittsburgh Star-Tribune, 9/6/08. Retrieved 9/20/08.
27. ↑  Cato, Jason, Wecht to seek Supreme Court review,[永久] The Pittsburgh Star-Tribune, 9/18/08. Retrieved 9/18/08.
28. ↑  
. Pittsburgh Tribune-Review. 2009-05-14. （原始内容存档于2013-01-04）. 使用|coauthors=需要含有|author= (帮助)
29. ↑  
. Pittsburgh Tribune-Review. 2009-06-02. 使用|coauthors=需要含有|author= (帮助)[]
30. ↑  〈為名主而死〉（Death in the Cause of Democracy）本文出自韋契特與其他兩位作者（Cyril Wecht,MD.,J.D. with Mark Curriden and Benjamin Wecht）的《墳墓的秘密》（Grave Secrets），美國：Penguin Books，1996
31. ↑  Wecht, Cyril H., M.D., J.D., The American Journal of Forensic Medicine and Pathology, 6(2):97-103, June 1985 Raven Press, NY, NY

## 其他連結
- 賽瑞爾·韋契特個人官網 （页面存档备份，存于）
- Curriculum Vitae of Dr. Cyril Wecht
- 傳記
- Wecht pulls candidacy for chief executive post[永久]
- Pittsburgh Tribune-Review Wecht Trial Coverage
- Pittsburgh Channel Wecht Trial Coverage
- 3rd Circuit Opinions and Orders （页面存档备份，存于）